# Палецкая, Иулиания Дмитриевна
Княжна Иулиания Дмитриевна Палецкая (Ульяна Удельная, в монашестве — Александра; ? —15 октября 1569) — супруга угличского князя Юрия Васильевича, родного брата царя Ивана Грозного.

## Биография
Происходила из рода князей Палецких, дочь воеводы и боярина Дмитрия Фёдоровича Щереды. Имела братьев, бездетных князей: Семёна, Фёдора, Андрея и Бориса Дмитриевичей. А. Б. Лобанов-Ростовский приписывает княжне Иулиании Дмитриевне родную сестру, которая была замужем за окольничим Василием Петровичем Бороздиным (ум. 1560). П. В. Долгоруков пишет, что эта женщина была дочерью князя Фёдора Ивановича Палецкого-Большого.
Княжна Иулиания была выдана 7 ноября 1548 года замуж за младшего брата Ивана Грозного — князя Юрия Васильевича, отличавшегося слабым здоровьем.
Упомянута 31 мая 1550 года в разряде свадьбы князя Владимира Андреевича Старицкого и Евдокии Александровны Нагой, где отмечено: «А у царицы села княж Юрья Васильевича жена княгиня Ульяна, а от неё подале сели боярыни….».
В браке родился единственный сын Василий, проживший совсем немного (6 марта 1559 — 20 февраля 1560). Муж ее скончался в 1563 году.

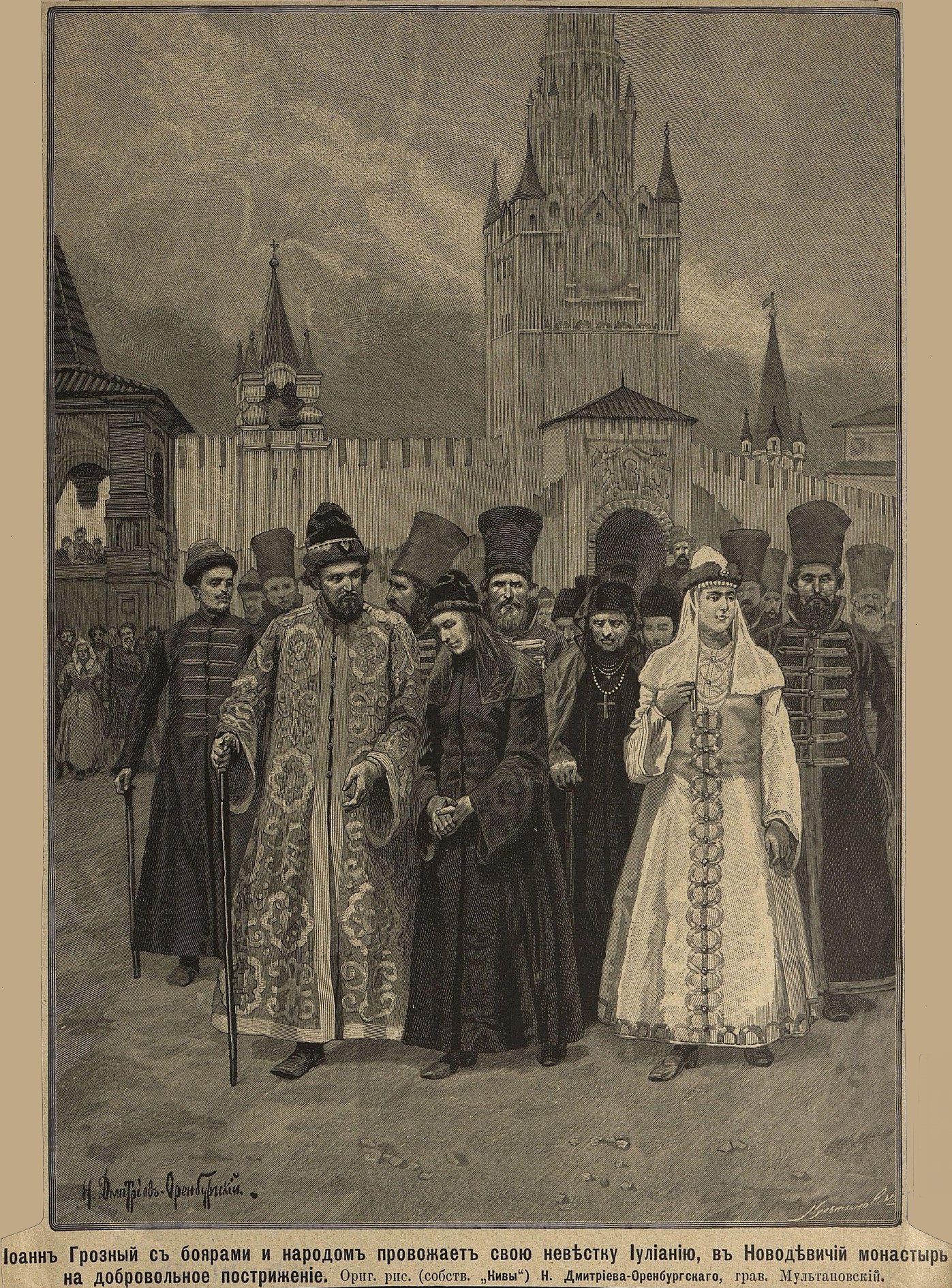
Иоанн Грозный с боярами и народом провожает невестку Иулианию в монастырь

Овдовев, княгиня Иулиания 30 апреля 1564 года приняла монашеский постриг в Новодевичьем монастыре, популярном для поселения женщин царской семьи, взяв в постриге имя "Александра".
Иван Грозный, вначале хорошо относившийся к невестке, окружил её обстановкой, соответствующей высокому положению. Княгиня-инокиня жила в собственных особых кельях с домовой церковью, содержала штат придворных, имела погреба, ледники и поваров, а также владела обширными поместьями, пожалованные царём.
В собрании ГИМа сохранилось принадлежащее ей серебряное блюдо с гравировкой.
Позднее по неизвестным причинам она переселилась в Горицкий Воскресенский монастырь на Шексне.
В 1569 году во время опричного террора скончалась: обычно считается, что она была утоплена по приказу царя в реке Шексна вместе с Ефросиньей Старицкой, матерью князя Владимира Андреевича Старицкого. Историк Николай Карамзин пишет, что она была виновна «может быть, слезами о жертвах Царского гнева».

Тела Иулиании и Евросиньи были погребены в монастыре, и княгини стали почитаться местночтимыми вологодскими святыми. Над их захоронением была возведена часовня, а в XIX веке каменный Троицкий собор, в котором над их могилой была установлена рака с надписью: 
Здесь покоются Великия Княгини: 1. Евфросиния, во иночестве Евдокия. 2. Иулиания, во иночестве Александра. 1569 Октября 15. Сии инокини, по воле Царя Иоанна Васильевича Грознаго, утоплены были в реке Шексне, которая протекает близ Горицкаго монастыря. Именитыя утопленницы плыли против воды и были взяты и погребены с подобающею честию, как царския особы.
В 2007 году в Горицком монастыре были найдены два женских погребения, которые, предположительно, принадлежат святым княгиням Ефросинье и Иулиании. Начался сбор материалов в Комиссию по канонизации святых РПЦ для установления им общецерковного почитания.

## Убийство или естественная смерть?

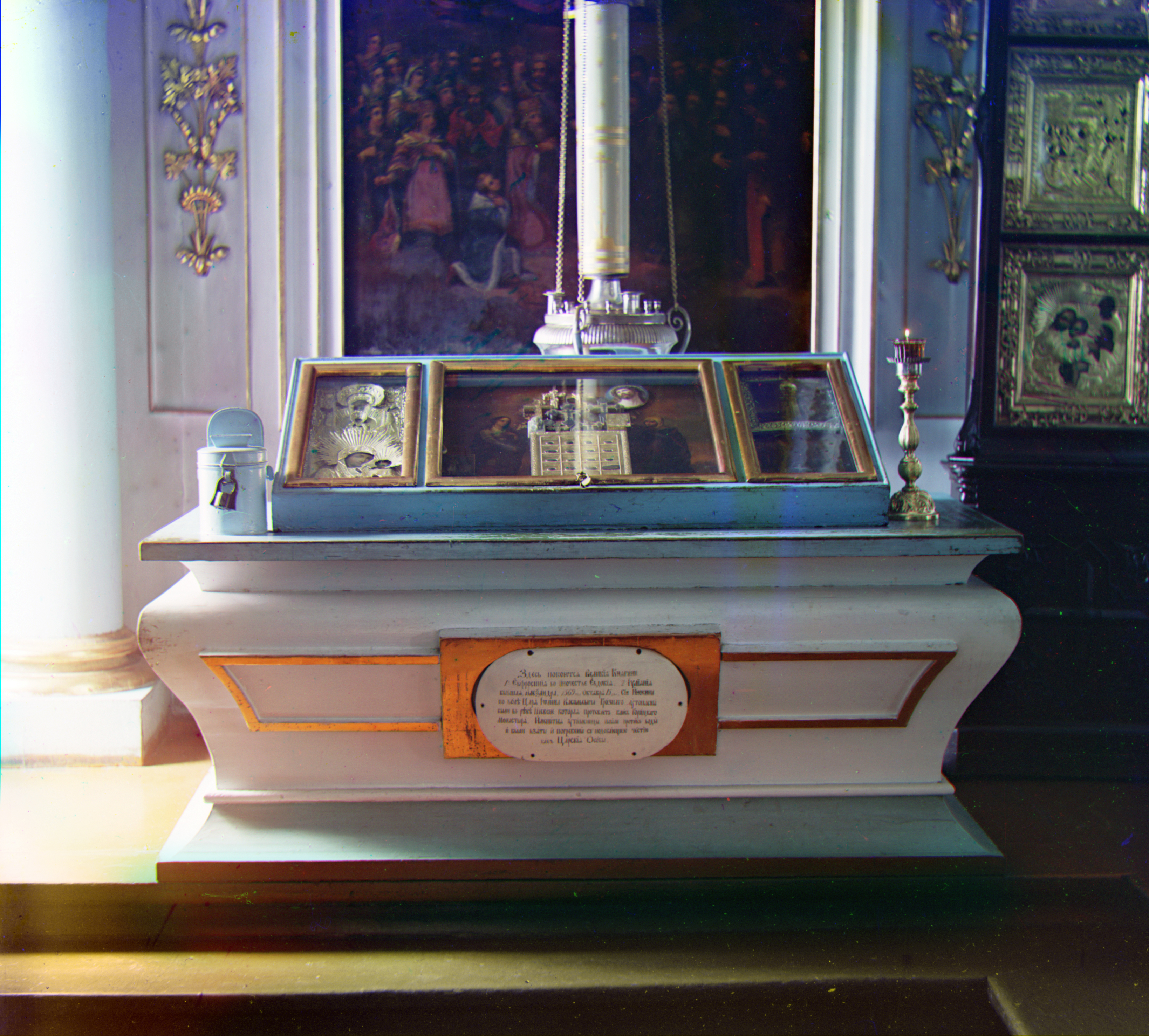
Рака над мощами Ефросиньи и Иулиании в Горицком монастыре. Фото Сергея Прокудина-Горского(1909 г.)

П. Н. Петров в «Истории родов русского дворянства» пишет, что потеряв единственного сына, князя Василия (1559—1560), и потом и мужа (ум. 1563), княжна Иулиания Дмитриевна постриглась в Горицком монастыре с именем Александра (30 апреля 1564) и будто бы с матерью князя Владимира Андреевича в 1569 году была утоплена в реке Шексна по приказу Ивана Грозного, как противница, строившая козни под чёрной рясой. Но данное утверждение позволяет думать себе, что последнее обстоятельство, как и утопление, требует тщательной проверке показаний точности. 
Историк Евгений Пчелов считает более достоверным, что Иулиания умерла в мае 1574 года в Новодевичьем монастыре в своей келье и была похоронена в подклете Смоленского собора.